# Elecciones generales de España de 1899
Las Elecciones Generales de 16 de abril de 1899 en España fueron convocadas en la minoría de edad de Alfonso XIII, siendo regente su madre María Cristina de Habsburgo-Lorena. Su base legal fue la Constitución española de 1876, vigente hasta 1923 en la conocida como Restauración borbónica en España.
Como sucedió en todas las elecciones durante la restauración borbónica en España en estas el resultado estuvo determinado de antemano («encasillado») gracias al sistemático fraude electoral realizado mediante la red caciquil extendida por todo el territorio. En estas elecciones, como en el resto, el gobierno que las convocó las ganó, ya que en el régimen político de la Restauración los gobiernos cambiaban antes de las elecciones y no después como sucedía en los regímenes parlamentarios (no fraudulentos).

## Antecedentes
En base al Pacto de El Pardo de 24 de noviembre de 1885 queda instituido el sistema de turnos pacíficos en ejercicio del poder entre liberales y conservadores, que consolidó la Restauración hasta finales del siglo XIX y principios del XX.
El 26 de junio de 1890 el gobierno liberal-fusionista reimplanta oficialmente el sufragio masculino en el sistema electoral.
El 10 de diciembre de 1898 con la firma del Tratado de París de 1898 finaliza la Guerra hispano-estadounidense y España perdía las colonias de Cuba, Filipinas, Puerto Rico y Guam; más tarde venderá las islas del Pacífico en el Tratado germano-español en 1899 .
El 4 de marzo de 1899 cae el gobierno de Sagasta, dando comienzo el nuevo turno conservador dirigido por Francisco Silvela.

## Características
El 16 de marzo de 1899 siguiendo el proceso de normalización conforme a lo pactado entre las principales fuerzas políticas, se procedió a la disolución de las Cámaras y a la convocatoria de elecciones legislativas.
Se desconoce el número de votantes para estas elecciones , todos varones mayores de 25 años de edad (sufragio universal masculino). Se eligieron 402 diputados los días 16 y 30 de abril de 1899.

## Resultados
Desconocemos los datos de la abstención y como era costumbre de la época se presupone una ostensible manipulación, con victoria de los grupos liberales dinásticos, en este caso conservadores, obteniendo la necesaria mayoría para el ejercicio del gobierno: 222 escaños. 
| Fracción                      | Diputados |
| ----------------------------- | --------- |
| Conservadores y ministeriales | 222       |
| Liberales                     | 93        |
| Gamacistas                    | 29        |
| Republicanos                  | 18        |
| Independientes                | 12        |
| Tetuanistas                   | 11        |
| Carlistas                     | 3         |
| Romeristas                    | 3         |
| No identificados              | 11        |